# KRONOS
KRONOS（クロノス、Kintetsu Rapid Operated New Original System）は、列車の運行管理、制御機器の監視、信号システムの集中制御などを行う列車運行管理システム（PTC）の一つで、近畿日本鉄道が名古屋地区の路線で運用しているコンピュータシステム。

## 運用路線
名古屋線、大阪線（一部除く）、山田線、鳥羽線、志摩線、湯の山線、鈴鹿線、養老線（桑名 - 播磨・下深谷間）